# Lillian Watson (natation)
Pour les articles homonymes, voir Lillian Watson et Watson.
Lillian Debra Watson, née le 11 juillet 1950 à Mineola, est une nageuse américaine.

## Biographie
Aux Jeux olympiques d'été de 1964 à Tokyo, Lillian Watson remporte la médaille d'or à l'issue de la finale du relais 4x100 mètres nage libre. Elle dispute aussi les séries du relais 4x100 mètres quatre nages mais ne fait partie des nageuses américaines retenues pour la finale, gagnée par ces dernières. En 1968 à Mexico, elle est sacrée championne olympique sur 200 mètres dos.
Elle entre à l'International Swimming Hall of Fame en 1984.